# Hans Nülle
Hans Nülle (ur. 27 grudnia 1897, zm. ?) – as lotnictwa niemieckiego Luftstreitkräfte z 11 potwierdzonymi zwycięstwami w I wojnie światowej. Należał do grona Balloon Buster z 7 zestrzelonymi balonami.
Zgłosił się na ochotnika do armii 1 grudnia 1915 roku. Został skierowany do wojsk lotniczych i przeszedł przeszkolenie w FEA 4 w Poznaniu, a następnie w FEA 7 w Kolonii. Końcowe szkolenie przebył w FEA 5 w Hanowerze. 23 marca 1916 roku został skierowany do służby czynnej w FA72. W jednostce służył do początku lutego 1917 roku. Po urlopie, na początku kwietnia, został przydzielony do Kasta 23 należącej do Kagol 4. W jednostce służył do połowy sierpnia 1917 roku. Ukończył Jastaschule II i 5 kwietnia 1918 roku został przydzielony do eskadry myśliwskiej Jagdstaffel 39.
W jednostce służył do końca wojny. Łącznie odniósł 11 zwycięstw powietrznych, pierwsze 1 września. Należał do grona Balloon Busters z potwierdzonymi 7 balonami obserwacyjnymi wroga. 
Jego losy po zakończeniu wojny nie są znane.